# Intégrale de Gauss

La surface comprise entre la courbe d'équation y = exp(−x^{2}) et l'axe des abscisses vaut √π.

En mathématiques, une intégrale de Gauss est l'intégrale d'une fonction gaussienne sur l'ensemble des réels. Sa valeur est reliée à la constante π par la formule
{\displaystyle \int _{-\infty }^{+\infty }\mathrm {e} ^{-\alpha \,x^{2}}\mathrm {d} x={\sqrt {\frac {\pi }{\alpha }}},}
où α est un paramètre réel strictement positif. Elle intervient dans la définition de la loi de probabilité appelée loi gaussienne, ou loi normale.
Cette formule peut être obtenue grâce à une intégrale double et un changement de variable polaire. Sa première démonstration connue est donnée par Pierre-Simon de Laplace.
Ainsi on a par exemple, avec les notations classiques :
{\displaystyle \int _{-\infty }^{+\infty }{\frac {1}{|\sigma |{\sqrt {2\pi }}}}\mathrm {e} ^{-{\frac {(x-\mu )^{2}}{2\sigma ^{2}}}}\mathrm {d} x=1}.
Si l'on travaille à n dimensions, la formule se généralise sous la forme suivante :
{\displaystyle \int _{\mathbb {R} ^{n}}\mathrm {e} ^{-\alpha \,\|x\|^{2}}\mathrm {d} x=\left({\frac {\pi }{\alpha }}\right)^{\frac {n}{2}}{\text{ avec }}x=(x_{1},\dots ,x_{n}){\text{ et }}\|x\|={\sqrt {x_{1}^{2}+\cdots +x_{n}^{2}}}.}

## Intégrabilité de la fonction
Comme l'intégrande est pair, il suffit, pour montrer qu'il est intégrable sur {\displaystyle \mathbb {R} }, de prouver qu'il est intégrable sur {\displaystyle \mathbb {R} _{+}}. Cela résulte de ce qu'il est positif, continu, et négligeable à l'infini devant, par exemple, la fonction x ↦ x−2, intégrable sur [1, +∞[.

## Calcul de l'intégrale de Gauss
Un théorème de Liouville montre que l’intégrande de l'intégrale de Gauss n'admet aucune primitive s'exprimant à l'aide des fonctions usuelles (exponentielle, etc.). Cela oblige pour calculer cette intégrale à recourir à des méthodes plus ou moins « détournées », dont la plus classique et directe est celle qui utilise des intégrales doubles ; d'autres méthodes classiques existent dont une élémentaire, mais nettement plus longue, qui fait appel aux intégrales de Wallis et une autre qui utilise une fonction définie par une intégrale.

### Cas particulierα = 1
La méthode classique de calcul utilise une intégrale double qu'on exprime en coordonnées cartésiennes, puis en coordonnées polaires.
Une variante utilise une fonction définie par une intégrale. Cette seconde méthode n'utilise que des résultats sur les intégrales simples (à une seule variable) usuelles (sur un intervalle fermé borné) et est donc plus élémentaire. Elle est cependant plus technique.
Quelle que soit la technique utilisée, elle démontre que {\displaystyle \int _{-\infty }^{+\infty }\mathrm {e} ^{-x^{2}}\,\mathrm {d} x={\sqrt {\pi }}}.

### Cas générique
Soit la formule générique pour toute intégrale gaussienne :
{\displaystyle \int _{-\infty }^{+\infty }\mathrm {e} ^{-ax^{2}+bx+c}\mathrm {d} x=\int _{-\infty }^{+\infty }\mathrm {e} ^{-ax^{2}+bx+c-({\frac {b^{2}}{4a}}+c)+({\frac {b^{2}}{4a}}+c)}\mathrm {d} x=\mathrm {e} ^{({\frac {b^{2}}{4a}}+c)}\int _{-\infty }^{+\infty }\mathrm {e} ^{-({\sqrt {a}}x-{\frac {b}{2{\sqrt {a}}}})^{2}}\mathrm {d} x}     (où a, b, c sont réels et a > 0).
Par changement de variable et en utilisant le résultat précédent :
{\displaystyle \mathrm {e} ^{({\frac {b^{2}}{4a}}+c)}\int _{-\infty }^{+\infty }\mathrm {e} ^{-({\sqrt {a}}x-{\frac {b}{2{\sqrt {a}}}})^{2}}\mathrm {d} x=\mathrm {e} ^{({\frac {b^{2}}{4a}}+c)}{\sqrt {\frac {\pi }{a}}}}       (où a, b, c sont réels et a > 0).

## L'intégrale de Gauss comme valeur particulière de la fonction Gamma
La valeur en 1/2 de la fonction Gamma d'Euler est
{\displaystyle \Gamma \left({\frac {1}{2}}\right)=\int _{0}^{+\infty }t^{{\frac {1}{2}}-1}\mathrm {e} ^{-t}\,\mathrm {d} t=2\int _{0}^{+\infty }\mathrm {e} ^{-u^{2}}\,\mathrm {d} u=\int _{-\infty }^{+\infty }\mathrm {e} ^{-u^{2}}\,\mathrm {d} u}.

## Transformée de Fourier d'une fonction gaussienne
Soit la fonction gaussienne
{\displaystyle f:\mathbb {R} \to \mathbb {R} ,\,x\mapsto \mathrm {e} ^{-\alpha \,x^{2}}{\text{, avec }}\alpha >0.}
Elle est intégrable sur ℝ.
Sa transformée de Fourier
{\displaystyle F={\mathcal {F}}(f):\mathbb {R} \to \mathbb {C} }
définie par
{\displaystyle F(\xi )=\int _{-\infty }^{+\infty }f(x)\mathrm {e} ^{-i\,\xi \,x}\mathrm {d} x=\int _{-\infty }^{+\infty }\mathrm {e} ^{-\alpha \,x^{2}}\mathrm {e} ^{-i\,\xi \,x}\mathrm {d} x}
est telle que
{\displaystyle \forall \xi \in \mathbb {R} \quad F(\xi )={\sqrt {\frac {\pi }{\alpha }}}\,\mathrm {e} ^{-{\frac {\xi ^{2}}{4\alpha }}}.}
On propose ci-dessous trois démonstrations de ce résultat.